# Kateryna Botanova
Kateryna Botanova, née le 12 juin 1976, est une critique d'art, journaliste et commissaire d'exposition ukrainienne.

## Biographie
Kateryna Botanova est diplômée d’une maîtrise en études culturelles de l’Université nationale Académie Mohyla de Kiev. En qualité de critique et journaliste, elle écrit principalement sur la culture en tant que vecteur des transformations sociales, sur les processus culturels en Europe centrale et orientale, ainsi que sur les arts visuels.
Kateryna Botanova est basée à Bâle en Suisse.

## Journalisme
En 2010, Kateryna Botanova fonde le journal en ligne sur la culture contemporaine Korydor, et y travaille comme rédactrice en chef jusqu'en 2015. Korydor est le premier média ukrainien à lancer une campagne de crowdfunding réussie. Entre 2015 et 2016, elle fonde et devient la rédactrice en chef de la section culturelle du média en ligne, Ukrainska Pravda.
Les articles de la journaliste sont notamment publiés par Ukrainska Pravda, Neue Züricher Zeitung, LB.ua, Korydor, Krytyka, Novoje Vremia, ainsi que par OpenDemocracy, Eurozine, Surprise ou Mirror Weekly,,.
Kateryna Botanova est membre de PEN Ukraine.

## Art contemporain
De 2009 à 2015, Kateryna Botanova est la directrice du CSM/Foundation Centre for Contemporary Art à Kiev,.
Entre 2008 et 2017, Kateryna Botanova est formatrice et consultante pour différents programmes et institutions de l'Union Européenne sur les relations culturelles et la médiation culturelle, et cela notamment dans le cadre du programme culturel du partenariat Est-Ouest de l'Union Européenne. Son expertise porte sur l'analyse des politiques culturelles, les industries culturelles et le journalisme culturel dans la région,.
Depuis 2014, Kateryna Botanova est coorganisatrice du festival culturel multidisciplinaire CULTURESCAPES en Suisse,,,.
Entre 2014 et 2016, elle participe à la plateforme d'initiatives stratégiques Culture-2025, qui développe une stratégie culturelle à long terme pour l'Ukraine.

## Publications
- Amazonia, Anthology as Cosmology, Kateryna Botanova et Quinn Latimer, Sternberg Press, 352p, 2022,  (ISBN 9783956796111)[2]